# Mashika

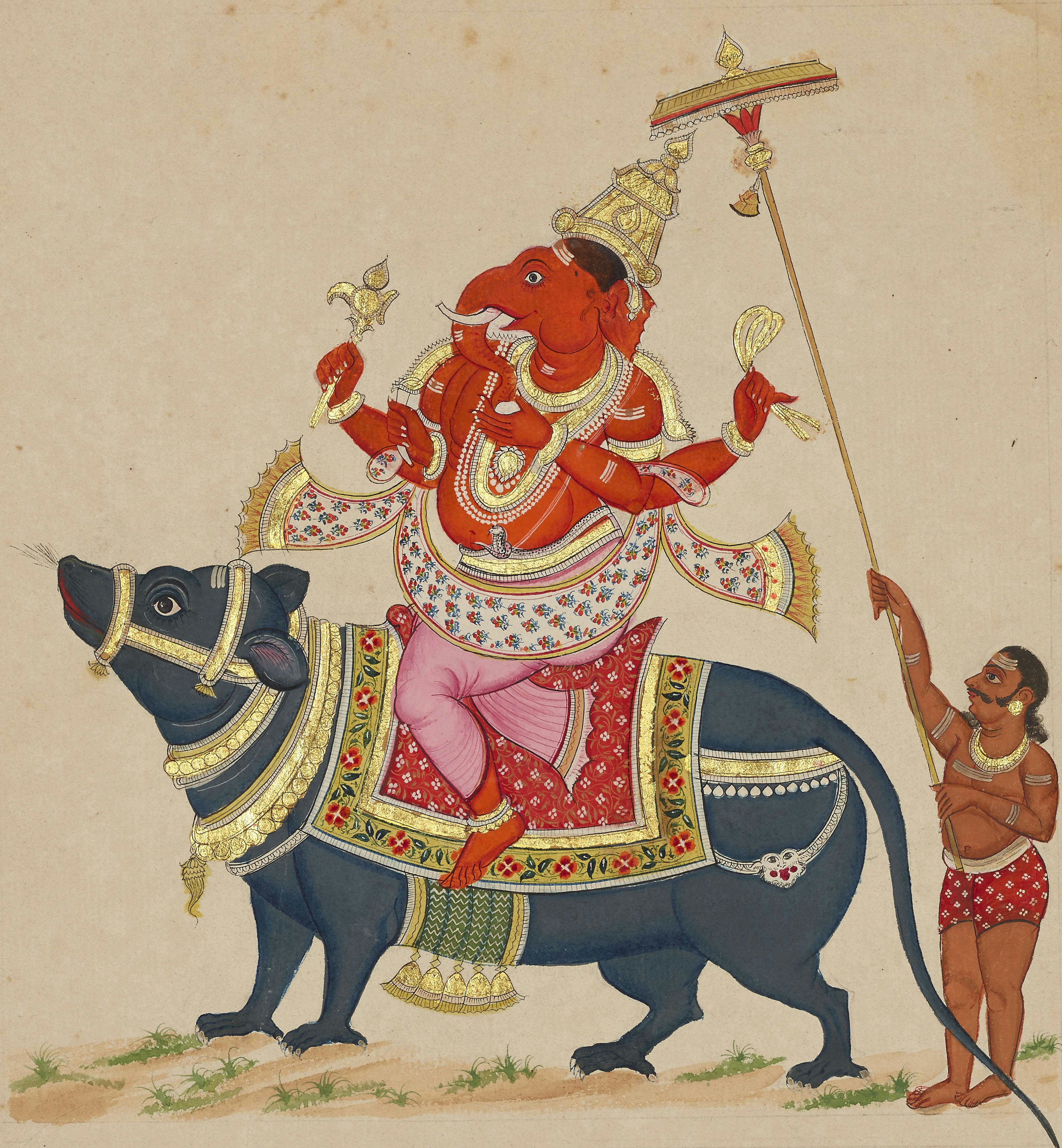
Ganesha en Mashika

In de hindoeïstische mythologie is de rat Mashika (of Mushika) het rijdier of vahana waarmee Ganesha zich verplaatst. De rat staat volgens de overlevering voor onwetendheid en duisterheid.
Mashika vertegenwoordigt het ego en de hebzucht van het individu. Onder de voet van Ganesha symboliseert het de onderdanigheid aan een wijs persoon en de afstraffing van het egoïsme.